# Potgrond

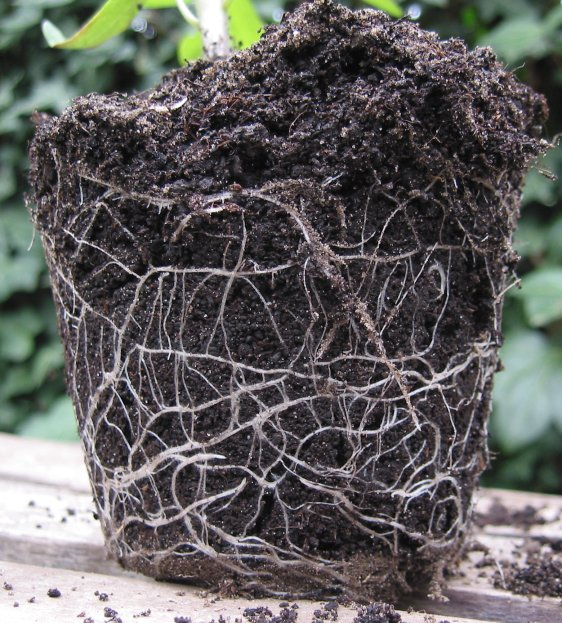
doorwortelde potgrond

Potgrond wordt gebruikt voor het oppotten van planten. Vroeger werd het ook veel gebruikt in de groenteteelt onder glas, maar daar is het vervangen door steenwol.
Potgrond wordt samengesteld uit tuinturf en turfstrooisel. Hieraan worden kunstmeststoffen en soms ook andere stoffen, zoals klei of leem toegevoegd. Er zijn naast deze potgrond ook andere potgronden beschikbaar op basis van compost (VAM-compost), kokos- of cacaoafval (kokosvezels en cacaodoppen).
Sinds 1983 wordt tweejaarlijks tijdens het eerste weekend van september potgrond in de kijker gezet dankzij het Internationaal Weekend voor de Potgrond. De achttiende editie (2017) stond in het teken van potgrond op basis van kokosafval.

## Bloemenpotgrond
Bloemenpotgrond is speciaal bedoeld voor het oppotten van kamer-, perk-, terras- en vaste planten. Aan de potgrond is voor ongeveer 6 tot 8 weken voldoende meststoffen toegevoegd.

### Samenstelling
| eigenschap                         | hoeveelheid  |
| ---------------------------------- | ------------ |
| drogestof                          | 30%          |
| organische stof                    | 25%          |
| watervasthoudend vermogen          | 800 ml/l     |
| luchtvolume                        | 100 ml/l     |
| zuurgraad (pH)                     | 6            |
| stikstof                           | 230 mg N/l   |
| fosfaat (oplosbaar in citroenzuur) | 45 mg P2O5/l |
| fosfaat (oplosbaar in water)       | 20 mg P2O5/l |
| kali                               | 65 mg K2O/l  |
| kalk                               | 30 mg CaO/l  |
| magnesium                          | 20 mg MgO/l  |
| sulfaat                            | 105 mg SO3/l |
| chloor                             | 20 mg Cl3/l  |

## Vijverpotgrond
Aan vijverpotgrond is naast tuinturf en turfstrooisel ook klei toegevoegd. De droge stof in deze grond bestaat voor 10% uit organische stof van de tuinturf en het turfstrooisel en voor ongeveer 10% uit klei. Daarnaast is er kunstmest toegevoegd in de vorm van NPK 7+3+8. Het drogestofgehalte bedraagt 25% en de pH ligt tussen de 5,5 en de 6,5.

## Heidepotgrond
Samenstelling als die van bloemenpotgrond, maar door minder toevoeging van kalk met een veel lagere pH, namelijk tussen de 3,5 en 5. Deze grond is alleen geschikt voor zuurminnende planten zoals heide.

## Buxuspotgrond
Samenstelling als die van bloemenpotgrond, maar door meer toevoeging van kalk met een veel hogere pH, namelijk tussen de 6 en 7. Deze grond is alleen geschikt voor kalkminnende planten, zoals kleine pimpernel, parnassia en buxus.